# فمینیسم فردگرا
فمینیسم فردگرا (به انگلیسی: Individualist feminism)، که به آن آی‌فمینیسم نیز می‌گویند، یک جنبش فمینیستی آزادی‌خواه است که بر فردگرایی، استقلال شخصی، آزادی از تبعیض‌های دولت علیه زنان و برابری جنسیتی تأکید دارد.
فمینیست‌های فردگرا تلاش می‌کنند تا سیستم‌های قانونی را تغییر دهند و امتیازات جنسی و جنسیتی را حذف کنند و تضمین کنند که افراد از حقوق برابر برخوردار هستند. فمینیسم فردگرا زنان را تشویق می‌کند تا مسئولیت کامل زندگی خود را بپذیرند و با هرگونه دخالت دولت در انتخاب‌هایی که بزرگسالان با بدن خود انجام می‌دهند مخالف است.
فمینیسم فردگرا یا لیبرترین گاهی به‌عنوان یکی از شاخه‌های فمینیسم لیبرال گروه‌بندی می‌شود، اما با جریان اصلی فمینیسم لیبرال قرن ۲۱ تفاوت دارد. فمینیست‌های فردگرا، وندی مک الروی و کریستینا هاف سامرز، فمینیسم فردگرا را در تقابل با آنچه «فمینیسم سیاسی» یا «فمینیسم جنسیتی» می‌نامند، تعریف می‌کنند.

## باورها
فمینیست‌های فردگرا آن نقش‌های جنسیتی را که استقلال و انتخاب زنان را محدود می‌کند را رد می‌کنند و تأکید دارند که نقش‌های جنسیتی سخت‌گیرانه هم زنان و هم مردان را محدود می‌کند، به‌ویژه اگر از نظر قانونی اجرا شوند. فمینیست‌های فردگرا از استفاده از قدرت برای دستیابی به اهداف انتقاد می‌کنند و معتقدند که اجازه دادن به دولت برای تصمیم‌گیری از جانب زنان ممکن است انتخاب‌های فردی زنان را محدود کند. برای مثال، ممنوعیت کار جنسی برای «حمایت» از زنان، زنان را به‌جای فرد، به‌عنوان گروهی یکپارچه در نظر می‌گیرد و فرصت‌های اقتصادی را برای آن‌هایی که می‌خواهند به انتخاب خود در صنعت سکس کار کنند، از بین می‌برد.
مؤسسه کیتو، یک اندیشکده آزادی‌خواه آمریکایی، استدلال می‌کند که سرمایه‌داری استاندارد بالاتر زندگی، دسترسی بیشتر به منابع، آزادی‌های فردی بیشتر و فرصت‌های شغلی بیشتری را به زنان داده‌است.
فمینیسم فردگرا با تئوری قانون طبیعی مطابقت دارد و از قوانینی حمایت می‌کند که از حقوق زن و مرد به‌طور مساوی پشتیبانی می‌کند. فمینیست‌های فردگرا استدلال می‌کنند که دولت نباید نیازهای زنان را بر مردان اولویت دهد، و همچنین نباید برای ایجاد برابری در روابط شخصی، ترتیبات اقتصادی خصوصی، سرگرمی‌ها و نمایندگی رسانه‌ها یا قلمرو عمومی فرهنگی اجتماعی مداخله کند.

## نقدها به فمینیسم فردگرا
منتقدان استدلال کرده‌اند که فمینیسم فردگرا به اندازه کافی به نابرابری ساختاری نمی‌پردازد. در سال ۱۹۹۵، کاترین مک‌کینون، فمینیست رادیکال آمریکایی، از ارزش انتخاب فردی انتقاد کرد و گفت که هنوز مواردی وجود دارد که «زنان مورد استفاده قرار می‌گیرند، مورد آزار قرار می‌گیرند، خریداری می‌شوند، فروخته می‌شوند، و ساکت می‌شوند، به‌ویژه زنان رنگین‌پوست.» در سال ۱۹۹۹، سوزان براون میلر، فمینیست آمریکایی پیشنهاد کرد که بیزاری از فمینیسم جمعی و «متحد» نشانه یک جنبش فمینیستی «رو به زوال» و ناسالم است.